# Project Gotham Racing 3
 (novembre 2018).
Si vous disposez d'ouvrages ou d'articles de référence ou si vous connaissez des sites web de qualité traitant du thème abordé ici, merci de compléter l'article en donnant les références utiles à sa vérifiabilité et en les liant à la section « Notes et références ».
Project Gotham Racing 3 (ou PGR3) est un jeu vidéo de course sorti sur Xbox 360 lors de son lancement européen, le 2 décembre 2005. Il est la suite de Project Gotham Racing 2, sorti sur Xbox. Project Gotham Racing 3 est développé par Bizarre Creations.